# 鐘淵曹達工業株式會社台南工場
23°1′49.16″N 120°7′24.32″E / 23.0303222°N 120.1234222°E
鐘淵曹達工業株式會社台南工場，位於臺南市安南區，為鐘淵曹達工業株式會社於臺灣日治時期昭和13年（1938年）6月設立的化學工廠。場內建有員工宿舍，同時為了方便運輸，築有輕便鐵道可通往永康車站。
二次大戰結束後，被臺鹼公司接收為安順廠，而在安順廠被裁撤後，這塊地目前由中石化管理。

## 沿革

### 鐘淵關係企業
- 1887年，「東京棉商社」於東京的鐘淵地區成立（附近現有鐘淵車站）
- 1893年，改名為「鐘淵紡績株式会社」（簡稱鐘淵紡績、鐘紡）
- 1938年，鐘淵紡績另外設立「鐘淵實業株式會社」
- 1944年，鐘淵紡績與鐘淵實業合併為「鐘淵工業株式會社」

### 鐘淵曹達工業株式會社
鐘淵曹達工業為鐘淵實業的關係企業，與熊本電氣株式會社共同出資成立，成立於1938年5月，本部位於神戶，主要製造鹼性蘇打（曹達、ソーダ、soda），為重要的化工原料。

### 鐘淵曹達工業株式會社台南工場
1938年6月，鐘淵曹達工業株式會社取得了安順鹽田，設立化學工廠。第一期工程主要計畫配合日本海軍生產軍需品溴素，設有電解、溴素、液氯、鹽酸及漂粉工廠，而第二期則計畫利用氫氣、鹽酸、燒鹼等發展製造下游產品，成為一貫作業的鹼氯工廠。
1941年11月，台南工場成為海軍管理工場，為了達到戰時的原料自給自足，該廠在昭和17年（1942年）左右闢建了佔地667甲的四草鹽田。然而該廠的第一期工程完成後不久，便從昭和20年（1945年）開始遭到盟軍的轟炸，於是該公司便將器材遷到今嘉義縣中埔鄉裡的山區準備另外建廠復工，但隨著日本投降而中止計畫。

### 臺鹼公司安順廠
二次大戰結束後，被臺鹼公司接收為安順廠。

## 文化資產

### 原日本鐘淵曹達工業株式會社台南工場辦公廳舍
該建築原本是鐘淵曹達工業株式會社台南工場的辦公廳舍，該建築成丁字形平面，為建於洗石子基座上的一層樓建築。主入口設有門廊，門廊前為階梯，兩側為斜坡，而屋身部分則開有矩形窗。其屋頂為木構架，但屋頂外面已改成新的屋頂面。整體來說是屬於鋼筋混凝土加強磚造的建築。2005年公告為臺南市歷史建築。

### 原日本鐘淵曹達株式會社臺南工場宿舍群
宿舍群位於工廠北側的鹿耳社區，戰後成為臺鹼公司安順廠員工宿舍，並在旁設立碱安國小（現今的顯宮國小）。宿舍群共有16棟建築。含雙拼2棟、三戶連棟建築4棟（原為四戶式，因開闢道路被拆除一戶）、四戶連棟建築7棟、六戶連棟建3棟及2座水池1座游泳池。2014年公告為臺南市市定古蹟。